# The Five Hundred Dollar Kiss
The Five Hundred Dollar Kiss è un cortometraggio muto del 1914 diretto da Oscar Eagle. Prodotto dalla Selig, il film aveva come interpreti Harold Vosburg, Renee Kelly, Allen Hilton, Maxwell Sargent.

## Produzione
Il film fu prodotto dalla Selig Polyscope Company.

## Distribuzione
Distribuito dalla General Film Company, il film - un cortometraggio in due bobine - uscì nelle sale cinematografiche statunitensi il 27 luglio 1914.